# UFC 185
UFC 185: Pettis vs. dos Anjos var en MMA-gala som arrangerades av Ultimate Fighting Championship och ägde rum 14 mars 2015 i Dallas i USA. 

## Resultat
1. ↑  Titelmatch i lättvikt.
2. ↑  Titelmatch i stråvikt.
3. ↑  Catchweight 157 lbs.[2]